# Кацушика Хокусај
Кацушика Хокусај (јап. 葛飾 北斎, изговорⓘ, c. 31. октобар 1760 — 10. мај 1849) био је јапански уметник, укијо-е сликар и графичар Едо периода. Рођен у Едоу (данашњи Токио), Хокусај је најпознатији као аутор серије дрвореза Тридесет и шест погледа на планину Фуџи (富嶽三十六景 Fugaku Sanjūroku-kei, c. 1831) који укључује међународно иконичну штампу, Велики талас код Канагаве.
Хокусај је створио Тридесет и шест погледа као одговор на домаћи путни успон и као део личне опсесије планином Фуџи. То је била ова серија, посебно штампање Великог таласа и Добар ветар, ведро јутро, који су обезбедили Хокусајову славу како у Јапану, тако и у прекоморским територијама. Као што историчар Ричард Лејн закључује: „Заиста, ако постоји једно дело које учинило Хокусаја познатим, како у Јапану, тако и у иностранству, оно мора бити ова монументална серија штампања”. Док су Хокусајова дела пре ове серије сигурно била важна, до ове серије нису добила широко признање.

## Младост и рано стваралаштво
Није познат тачан датум Хокусајевог рођења, али се сматра да је рођен око 31. октобра 1760. у породици уметника у области Кацушика. Име му је било Токитаро. Сматрало се да му је отац Накаџима Исе, занатлија који је правио огледала за шогуна. Хокусај је почео да се бави сликарством око шесте године живота. Око тридесет пута је мењао уметничко име, у зависности од промене уметничког стила. Са дванаест година је радио у књижари, а са четрнаест се почео бавити резбарењем и тим занатом се обучава до своје осамнаесте године, кад га у своју штампарију прима Кацукава Шуншо, графичар и директор Кацукава уметничке школе, која се фокусирала на приказе гејша и кабуки глумаца популарних у јапанским градовима.
Након годину дана Хокусај је променио име по први пут у Шунро. Под тим именом је објавио своја прва дела, приказе кабуки глумаца објављених 1779. године. Оженио се док је радио у Шуншовом студију, али му је жена убрзо умрла. Оженио се и други пут, али му је и друга жена умрла. Имао је два сина и три ћерке, а његова најмлађа, Сакај је постала уметница под именом Ој.
Након што је Шуншо умро 1793. године, Хокусај истражује друге стилове уметности као што су европски стилови бакрореза са којима је дошао у додир. Убрзо су га избацили из Кацукава школе јер је истовремено учио и у Кано школи.
Такође је променио тему свог стваралаштва, удаљавајући се од слика гејша и глумаца. Фокусирао се на пејзаже и слике свакодневног живота обичних људи на различитим друштвеним ступњевима.

## Успон
Овај период стваралаштва се везује за Тавараја школу и промену имена у Тавараја Јори. Бавио се суримоно сликарством и илустрацијама за књигу хумористичких песама (кјока ехон). Касније је ово име пренео на ученика и започео каријеру као Хокусај Томиса. Године 1800. је и даље развијао укијо-е стил и променио име у Кацушика Хокусај. Те године је објавио два серијала пејзажа - Познати погледи на Источну престоницу и Осам погледа на Едо. У овом периоду подучава око 50 младих уметника.
У наредној деценији постаје врло популаран због свог умећа и добре личне рекламе. Током Токијског фестивала 1804. године, он је креирао портрет будистичког свештеника Бодидарме за који се каже да је био 600 ft (180 m) дуг користећи метлу и ведро пуно мастила. Сликао је и на двору шогуна Ијенарија, када се такмичио са другим сликаром у традиционалнијем виду сликарства. Хокусај је из овог „двобоја“ изашао као победник. Дело које је осликао је била плава таласаста линија на папиру, преко које је пустио петла с офарбаним црвеним ногама. То је представљало јесење лишће на реци Тацута.
Године 1807. је сарађивао са књижевником Такизава Бакином на серијалу илустрованих књига. Њих двоје се нису слагали услед различитих погледа на уметност, и њихова колаборација је окончана током рада на четвртој књизи. Издавач, који је био у позицији да задржи једног од њих двојице на пројекту, одлучио да задржи Хокусаја, чиме се наглашава важност илустрација у штампаним радовима тог периода.
Хокусај је посветио велику пажњу продукцији свог рада у књигама. Два примера су документована писмима које је писао издавачима и дрворесцима који су учествовали у продукцији његових дизајна у Тошисен Ехону, јапанском издању антологије кинеске поезије. Хокусај пише издавачу књиге да је дрворезац Егава Томекичи, са којим је Хокусај претходно радио и кога је поштовао, одступио од Хокусајовог стила у изрезивању појединих глава. Хокусај је такође писао директно једном другом дрворесцу који је учествовао у пројекту, Сугити Кинсуке, наводећи да се њему не свиђа стил Утагавске школе у коме је Кинсуке направио очи и носеве фигуре, и да је неопходно да се направе измене како би коначни отисци били у истинском Хокусајевом стилу. У свом писму, Хокусај наводи илустроване примере свог стила илустровања очију и носева, и стила Утагавске школе. Издавач се сложио да се ураде измене, мада су стотине копија књиге већ биле одштампане. Да би се кориговали ти детаљи већ постојећи изрезани блокови би били кориговани користећи Умеки технику. Секције које су се кориговале бу биле уклоњене и припремљено парче дрвета би било уметнуто, у коме би дрворезац направио ревидирани дизајн. Употреба Умеки технике се може детектовати по финим прекидним браздама дуж граница уметнутог блока. Штампане копије оригиналне верзије и оне направљене након ревизије коју је Хокусај захтевао су сачуване. Оне су штампане 1833. и 1836. године.
У 51. години живота (1811. године) је променио име у Таито и у том периоду је осликао дело Хокусај манга и приручнике за цртање (етехон) - Кратке лекције једноставног цртања. Ови радови са почетка 1812. су били подесан начин да се заради новац и привуче више студената. Манга (са значењем произвољног цртежа) обухвата студије у перспективи. Прва књига Хокусајевих манги, скица или карикатура које су утицале на модерну форму стрипова познату под истим именом, била је објављена 1814. године. Хокусај манга је објављена у 12 томова до 1820. године, и у њој се налазе цртежи животиња, људи, биљака, монаха итд. Неки цртежи су били духовитог карактера, што објашњава популарност овог приручника.
Године 1820. поново мења име. Под именом Јицу је насликао Тридесет и шест погледа на планину Фуџи, међу којима је најпознатија Велики талас над Канагавом у раним 1830-тим. Резултати Хокусајевих студија перспектива у Манги се могу видети у Великом таласу Канагаве, где он користи оно што је видео као западну перспективу да представи дубину и волумен. Показало се да је то толико популарно да је Хокусај касније додао још десет штампања серије. Међу другим популарним штампаним серијама које је он објавио током овог времена су Тура провинцијских водопада, Океани мудрости и Необични погледи на прослављене мостове провинција. Он је исто тако почео да израђује бројне детаљне индивидуалне слике цветова и птица, укључујући изузетно детаљне Макове и Јато кокошки.

## Каснији живот
Следећи период који започиње 1834. године је Хокусај започео стваралаштво под још једним новим именом, „Гакуџо Роџин Манџи“, илити Старац опчињен уметношћу. Тада је направио Стотину погледа на планину Фуџи.
У постсркипту овог рада, Хокусај пише:
Од своје шесте године живота, имао сам страст да копирам облик ствари и од своје педесете године објавио сам много цртежа, и од свега тога, што сам урадио до своје седамдесете године нема ничег вредног узимања у обзир. У својој седамдесет трећој години сам делимично схватио структуру животиња, птица, инсеката и риба, и живот трава и биљака. И тако, у својој осамдесет шестој ћу напредовати даље; у деведесетој ћу још даље продрети у њихово тајно значење, а за сто ћу можда заиста доћи до нивоа величанственог и божанског. Када будем имао сто десет, свака тачка, свака линија ће имати сопствени живот.
Године 1839. његов студио је био захваћен ватром која је уништила већину његових дела. Отприлике у то време му је и опадала популарност, јер се појавио млади уметник под именом Андо Хирошиге. Међутим, Хокусај никада није престао да слика и комплетирао је Патке у потоку у својој 87. години. На самрти је рекао „Кад би ми небеса дала само још десет година...још само пет година и постао бих прави сликар“.
Преминуо је 10. маја 1849.

## Шунга
Хокусај је исто тако практиковао еротску уметност, звану шунга на јапанском. Већина шунга радова су типа укијо-е, и обично су били урађени у дрворезном штампарском формату. У дословном преводу, јапанска реч шунга значи слика пролећа; „пролеће”.
У шунги су уживали и мушкарци и жене свих класа. Празноверја и обичаји везани за шунгу сугеришу да је то био случај; на исти начин на који се самурајско ношење шунге сматрало срећном амајлијом против смрти, оно се сматрало и заштитом од пожара у трговачким складиштима и кућама. Из тога се може закључити да су самураји, чонини и домаћице, сви поседовали шунге. Све те три групе су биле погођене сепарацијом од супротног пола; самураји су живели у касарнама по више месеци, супружничко одвајање произилазило из санкин котаи система, а трговци су морали да путују да би набавили и продали добра. Записи о женама које су саме добављале шунге од позајмљивача књига показују да су их оне користиле. Постојала је традиционална пракса представљања младе са укијо-е приказујући при томе еротске сцене из Прича о Генџију. Шунга је можда служила као сексуални водич за синове и кћери богатих породица.

## Дела и утицаји
Хокусај је имао дугу каријеру, али је већину својих најпознатијих дела направио након 60. године. Најпознатије дело из серија укијо је „Тридесет и шест погледа на планину Фуџи“ које је настало између 1826. и 1833. Оно се заправо састоји од 46 издања (10 од којих је додато након иницијалног објављивања). Овај његов рад је трансформисао уметничку форму из стила портрета са фокусом на куртизанама и глумцима који су били популарних током Едо периода у јапанским градовима, у много шири стил уметности са фокусом на пејзажима, биљкама, и животињама.
Хокусајев избор имена уметности и чести описи планине Фиџи проистичу из његових религиозних веровања. Име Hokusai (北斎) значи „Северни студио (соба)”, што се скраћује као Hokushinsai (北辰際) или „Студио северне звезде”. Хокусај је био члан Нићиренове секте будизма, која је сматрала да је Звезда северњача асоцирана са божанством Myōken (妙見菩薩). Планина Фуџи је традиционално била повезивана са вечитим животом. Ово веровање се може пратити до Приче о резачу бамбуса, где божица полаже свој еликсир живота на врх планине. Како Хенри Смит разјашњава, „Тако је од раног времена планина Фуји сматрана извором тајне бесмртности, традиције која је била у срцу Хукусајеве сопствене опсесије са овом планином.”
Највећи Хокусајеви радови су колекција од 15 томова Hokusai Manga (北斎漫画), књига испуњена са скоро 4.000 скечева која је била објављена 1814. Хокусај манга се погрешно сматрају претечом данашњих стрипова, јер је Хокусајева Манга колекција скечева (животиња, људи, објеката, итд.), што се разликује од на-причи-базираног стила стрипа модерне манге.

### Утицаји на уметност и културу
Сам Хокусај је био под утицајем Сесшу Тоја и других стилова кинеског сликарства. Он је утицао на западне сликаре 19. века, чији је стил Југендстил црпео идеје из јапанске уметности, а нарочито из Хокусајевих дела.
Импресионисти Клод Моне и Пјер Огист Реноар су нека своја дела базирали на Хокусајевим. Едгар Дега, Пол Гоген, Густав Климт, Франц Марк, Мане и Ван Гог су скупљали његова дела.
Директнији утицај је био настанак термина жапонизам, који је започео као „помама за сакупљањем јапанске уметности, нарочито укијо-е графика“.
Хокусај је служио као инспирација за причу научне фикције аутора Роџера Зелазнија која је награђена Хјуго наградом, „24 погледа на планину Фуџи, по Хокусају”, у којој протагониста обилази простор око планине Фуџи, заустављајући на локацијама које је Хокусај обележио. Књига из 2011. године о свесности завршава се поемом „Хокусај каже” Роџера Киза, чему претходи објашњење да „понекад поезија описује суштину идеје боље од било шта друго.”
У издању Енциклопедије Британика из 1985, Ричард Лејн спекулише да је Хокусај „од касног деветнаестог века импресионирао западне уметнике, критичаре и љубитеље уметности вероватно више од било ког другог појединачног азијског уметника.”

### Листа дела
- Хокусај манга
- Тридесет и шест погледа на планину Фуџи
- Сан рибареве жене
- Океани мудрости
- Сто погледа на планину Фуџи
- Књига ратника

## Галерија
- Велики талас код Канагаве
- Путници прелазе реку Ој
- Црвени Фуџи
- Муње испод врха
- Риба у брзаку
- Ходогаја на Токаиду
- Сан рибареве жене
- Острво Цукада у провинцији Мусаши